# Kisanet Tedros
Kisanet Tedros (nascida no século XX, em Eritreia) é uma empreendedora educativa eritrea.

## Formação e ativismo
Kisanet Tedros formou-se no Instituto de Tecnologia da Eritreia e, em 2011, fundou uma gráfica, onde trabalhou até deixar o país (a Eritreia) em 2016.
A preocupação com as dificuldades em ensinar a língua e a cultura eritreia às crianças a levou a fundar a empresa de criação de conteúdos Beles Bubu, em Campala, capital de Uganda, em 2019. A empresa está focada na produção de vídeos transmitidos por meio de um canal de YouTube, que são criados por dubladores e especialistas digitais autodidatas da Eritreia, da Uganda e da República Democrática do Congo. Os vídeos da empressa são de acesso gratuito, projetados para pais que falam Tigrinia e seus filhos da Eritreia e da Etiópia.

## Reconhecimento
Em 2022 fez parte da lista das 100 mulheres mais inspiradoras pela BBC.